# Gammel Skagen
Gammel Skagen eller officielt Højen udgør Skagens vestlige bydel, den ligger ned til Tannis Bugt. Bydelen udgjorde det oprindelige fiskerleje, deraf tilnavnet Gammel Skagen. I dag har navnet fået en ny betydning, da det referer til, at det udgør Skagens mondæne bydel og flertallet af husene ejes og benyttes af velhavere, som benytter dem som ferie- og rekreationsboliger.
Området ned til badestranden Gammel Skagen Strand / Højen Strand er præget af en del erosion og gennem årerne har Skagerrak og sandflugt taget livet af en del huse i området. Den tilsandede kirke ligger også tæt på Gammel Skagen. Højen Station fandtes tidligere i nærheden af Højen.
Området huser flere hoteller og restaurationer, blandt de mest kendte er Ruths Hotel, Jeckels Hotel og Restaurant Hyttefadet. Hotel Skagen Klit driver timeshare hotel, mens Hotel Traneklit driver ferielejligheder.
Uge 29 har fået tilnavnet Hellerup-ugen, fordi der særligt i denne uge er mange kapitalstærke gæster fra området i og omkring Hellerup.

## Seværdigheder i og omkring Gl. skagen
Der er mange forskellige steder man kan få nyde den smukke udsigt som skagensmalerne forevigede.
- solnedgangspladsen som ligger helt ude ved vesterhavet
- kikkerbakken lige bag byen, hvor det imponerende Sømærke stadig står.